# Gotta (Descendents)
Gotta è il quarto singolo del gruppo musicale statunitense Descendents, pubblicato nel 1997.

## Tracce
1. Gotta
2. Grand Theme

## Formazione
- Milo Aukerman - voce
- Stephen Egerton - chitarra
- Karl Alvarez - basso
- Bill Stevenson - batteria